# Ваня Войнова
Ваня Войнова е българска баскетболистка, играеща на поста център.
С отбора на БК Славия печели Купата на Европейските шампиони през 1959 и 1963 г. Носителка е на 12 последователни републикански титли (1953 – 1965 г.)
Участва на три световни първенства по баскетбол, като през 1959 г. в Москва българският отбор печели сребърните медали, а Войнова е обявена за най-добър център. През 1964 г. в Перу завоюват бронзови медали.
Определена е за баскетболистка №1 на Европа през 1958 г. когато българките печелят златен медал на европейското първенство в Лодз (Полша). Тя е и сребърна медалистка от европейския шампионат през 1962 г. в Мюлуз.
Тя е първият спортист отличен с наградата Спортист на годината на България през 1958 г. Завършила средно образование в 132 СОУ „Димитър Ганев“, което по-късно приема нейното име – 132 СОУ „Ваня Войнова“.
Омъжена е за Цвятко Барчовски. Двамата имат две деца Ивета и Росен.
През 2001 г. Войнова е приета посмъртно за почетен член на „Залата на славата“ в Ноксвил, Тенеси, САЩ.